# 2004年朝鲜龙川火车站爆炸事件
朝鲜龙川火车站爆炸事件（朝鲜语：／ Ryongch'ŏn ryŏlch'ap'okpal sago）是指2004年4月22日午间发生在朝鲜民主主义人民共和国北部平安北道龙川郡火车站的一起造成千余人伤亡的火车事故。

## 经过
事件发生在当地时间13:00（GMT04:00）。两辆运载危险物品的火车在龙川站相撞并爆炸引发事故。韩国媒体报导说，有大约3,000人在爆炸中死伤。随后朝鲜政府宣布该地区实行紧急状态，但是没有透露更多信息。不久，朝鲜对外的通讯基本被切断（防止事故内幕外泄）。

## 造成的影响
据红十字会表示，在此次灾难中约54人死亡，1,200人受伤。另有约1,850幢建筑倒塌，6,350幢建筑受损。4月23日，朝鲜方面向联合国提出国际援助的申请。4月24日，一些外交官和救助人员进入朝鲜以评估灾情。
4月27日，朝鲜中央通讯社根据官方初步调查结果报道，平安北道龙川郡火车爆炸事故造成的损失估计高达480亿朝元（约合3亿欧元）。爆炸产生的威力相当于100余吨炸药爆炸的威力，爆炸冲击波半径达4公里。龙川郡火车站附近的公共建筑、30多幢产业和商业设施以及8100多户居民的住房遭到了破坏。4月29日统计至少161人死亡，1300多人受伤。龙川小学70多名学生死亡。

## 原因概述
关于此次事故发生的原因与性质，外界已有不少猜测。

### 事故如何发生
- 据初步报导，爆炸是由两列装载石油（或汽油）与液化石油气的列车相撞造成的。这两辆列车有可能是由中国政府捐赠，以减轻当时朝鲜燃油短缺[3]。
- 救援人员认为，爆炸发生时，載有爆炸材料（可能是炸藥或火药）的車廂在調車時触碰到了一根电缆而引發爆炸。这是俄罗斯俄通社-塔斯社的报道，并得到了朝鲜政府方面和日本共同社的证实。
- 中国官方通讯社新华社报导，当时车上的硝酸铵（一种可作化肥与火箭燃料的物质）发生洩漏。而英国每日电讯报也将事故归咎于「硝酸铵爆炸」[8]
- 朝中社似乎也印证了新华社的说法。其称这次事故是「由于硝酸铵化肥装入货车分流期间由于粗心造成的电接触」引发的。[9][10]

### 事件为何发生
时任朝鲜领导人金正日在爆炸发生前数小时曾坐火车通过该站。有人因此将其看做对金正日的暗杀，但韩国情报部门却予以反驳，认为这是“一次意外”。另外有观察家认为，朝鲜落後的铁路系统造成了这次爆炸。事实上，朝鲜的铁路网占据了全國货物运输量的90%（燃油匮乏使其他交通工具被迫闲置），但年久失修的铁路却是在二战期间由日方修建的，运行速度普遍低于每小时65公里。

## 朝鲜官方回应
事故发生后，朝方官媒异常坦率的确认了此次事件的真实性。該國在1990年代初期的飢荒中，官方媒體因不願承認而太晚向國際要求援助、造成數百萬人死亡。

## 善后处理

### 救援工作
- 中华人民共和国：中华人民共和国政府向朝鲜政府无偿提供援助，包括食品、药品、医疗设备和帐篷等紧急援助物资。
- 俄羅斯：俄罗斯政府曾派出一架装有人道主义救援物资的飞机，为龙川火车爆炸事件中的受害者提供援助。

### 各方评论
- 中华人民共和国：中共中央总书记、国家主席胡锦涛4月23日致电朝鲜劳动党总书记、国防委员会委员长金正日，就爆炸事件向罹难者家属表示深切慰问，并希望受灾地区早日恢复正常的生产和生活秩序，中方愿为此提供必要的帮助。中国红十字总会、中朝友好协会和辽宁省人民政府也就朝鲜龙川郡爆炸事故分别向朝鲜有关部门发了慰问电。
- 美国：美国国务院发言人理查德·鲍彻表示，美国对朝鲜发生火车相撞事故表示同情。